# 平原县
平原县位于中国山东省西北部，是德州市下辖的一个县， 東和東南與臨邑縣、禹城市交界，西和西南與武城、夏津毗連，南與高唐為鄰，北與德城區、陵城區接壤。平原縣地處黃河下游的魯西北平原，地勢平坦。縣人民政府駐龍門街道。

## 历史
三国时期刘备曾为平原县令；唐时一代书法家颜真卿曾任平原郡太守，抗击安禄山叛军。清光绪二十五年（1899年），山东义和团领袖朱红灯，大败清军于此。
2023年8月6日，该县发生里氏地震規模5.5級的地震，震源深度10千米。

## 人口
根據第七次全国人口普查數據，截至2020年11月1日零時，平原縣常住人口419088人。

## 行政区划
平原县下辖3个街道办事处、8个镇、1个乡：
龙门街道、桃园街道、德原街道、王凤楼镇、前曹镇、恩城镇、王庙镇、王杲铺镇、张华镇、腰站镇、王打卦镇和三唐乡。

## 交通
- 340国道过境。

## 文化

### 小吃
平原县有许多的风味小吃，其中平原老豆腐颇具特色。